# Joseph Engelberger
Joseph Frederick Engelberger (ur. 26 lipca 1925, zm. 1 grudnia 2015 w Newtown) – amerykański inżynier, przedsiębiorca i konstruktor robotów przemysłowych. Engelberger został nazwany ojcem robotyki.
Engelberger był odpowiedzialny za stworzenie pierwszego robota przemysłowego w Stanach Zjednoczonych. Robot Unimate został zainstalowany w 1961 w zakładach General Motors. Rok później założył firmę Unimation Inc. w Danbury w Connecticut.
W 1997 r. otrzymał Nagrodę Japońską.
Zmarł 1 grudnia 2015 w wieku lat 90.